# 괴산 연풍향청
괴산 연풍향청(槐山 延豊鄕廳)은 충청북도 괴산군 연풍면에 있는 향청이다. 1994년 6월 24일 충청북도의 문화재자료 제13호로 지정되었다.

## 개요
향청은 조선 전기 지방수령을 보좌하던 자문기관인 유향소의 다른 이름이다. 향촌의 풍기를 단속하고 향리를 감찰하며 마을의 관리임원을 추천하고, 조세나 요역의 부과 또는 분배 등에 대한 자문기능을 담당하였다.
연풍향청은 일제시대에는 주재소 등으로 사용하였으며, 1963년부터는 천주교 연풍공소로 쓰고 있다.

## 같이 보기
- 향청

## 참고 자료
- 괴산 연풍향청 - 국가유산청 국가유산포털